# 金萬一
金萬日（1944年—1947年），也常作金萬一，其实金正日与其都为“一”字辈，为同金日成名字联系起来，金正日将自己名中表示字辈“一”解释作“日”，因为朝鲜语中两者同音，金萬日是金日成、第2任妻子金正淑第2個兒子。在蘇聯紀錄中，他叫蘇拉或阿歷山大·日成諾維奇·金（Александр Ирсенович Ким），1944年生於哈巴羅夫斯克维亚茨科耶村。在朝鲜官方傳記中，他和金正日關係很好。金萬日於1947年夏天溺水身亡。1949年，母親金正淑再生下一個女兒後就去世，這也是金正日溺愛其妹金庆喜原因。

## 死亡
维亚特斯科耶村居民稱金萬日在村附近的一個池塘遊玩時遇溺，並埋在了那裡。
但一些資料說他是一家人搬到平壤之後，在1947年夏天於金日成官邸内和金正日遊玩時神秘溺死於水池，但可能性不大，因為金正日和他關係很好，而且他是金正日唯一的同母弟。